# Sérgio Louback
Paulo Sérgio Louback (Nova Friburgo, 9 de setembro de 1963) é um advogado e político brasileiro, filiado ao Republicanos. Atualmente é deputado estadual pelo Rio de Janeiro.

## Carreira política
Foi eleito vereador de Nova Friburgo em 2016, ao receber quase 2 mil votos. Em 2018, se candidatou à deputado estadual do Rio de Janeiro, ficando como primeiro suplente para a 12.ª legislatura.
Em 2020, foi candidato a prefeito de Nova Friburgo na chapa formada por PSC, PL e PSDB. Terminou na quinta colocação, recebendo 7,92% dos votos válidos.
Como primeiro suplente, assumiu o mandato de deputado estadual por pouco mais de um ano, enquanto Chiquinho da Mangueira esteve preso e afastado, devido a decisão judicial motivada por desdobramentos da Operação Furna da Onça. Reassumiu o mandato em 29 de junho de 2022, quando foi empossado em definitivo para ocupar a vaga deixada por Márcio Pacheco após sua eleição como conselheiro do Tribunal de Contas do Estado do Rio de Janeiro.